# Glycifohia
Glycifohia és un gènere d'ocells de la família dels melifàgids (Meliphagidae). Els dos membres són endèmics del sud de Melanèsia.

## Taxonomia
Glycifohia va ser descrit científicament el 1929 per l'ornitòleg australià Gregory Mathews.
Segons la Classificació del Congrés Ornitològic Internacional (versió 15.1, 2025) aquest gènere està format per dues espècies:
- Glycifohia notabilis - menjamel de les Vanuatu.
- Glycifohia undulata - menjamel barrat.